# Nicholas Rogers
Nicholas Rogers (n. 6 martie 1969) este un actor și model australian.